# 14 Eskadra Lotnictwa Transportowego

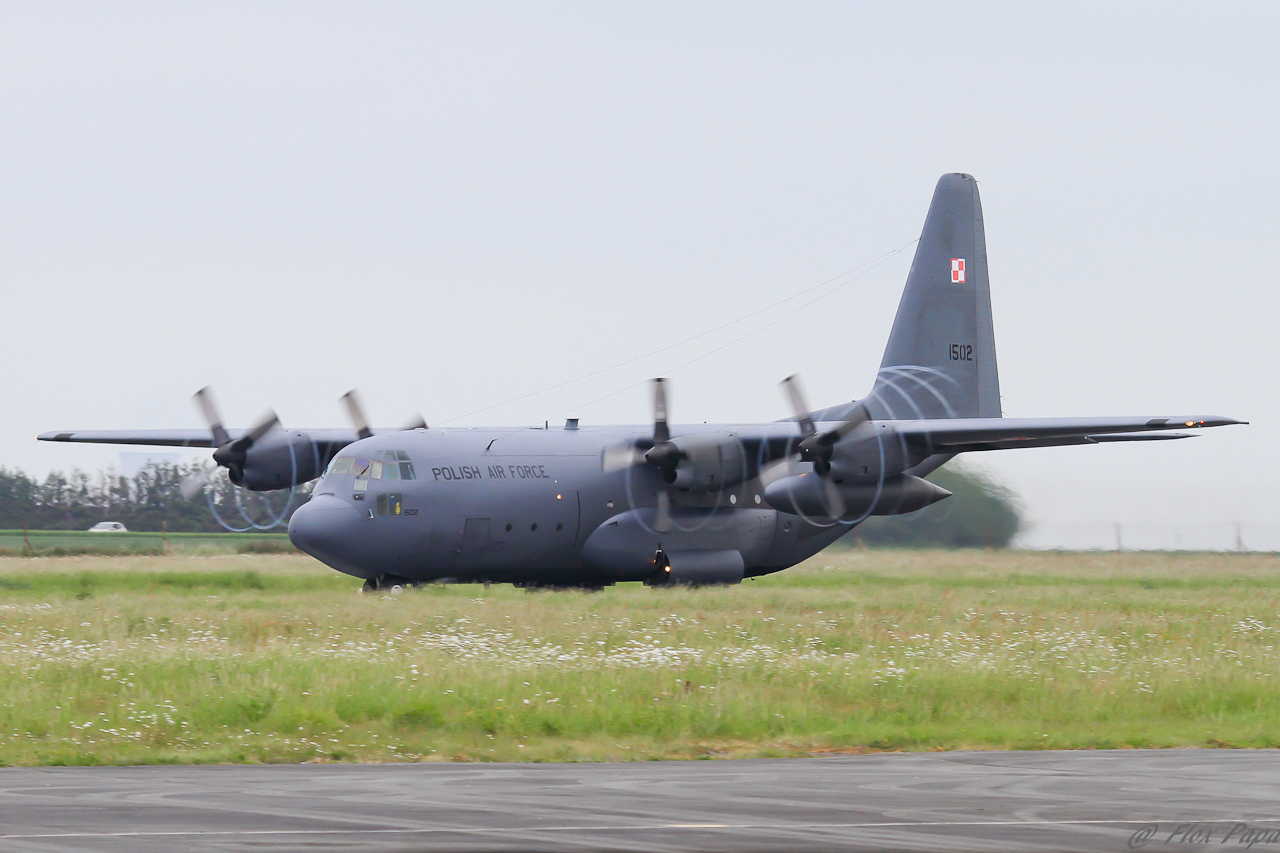
Polski C-130 Herkules

14 Eskadra Lotnictwa Transportowego (14 eltr) – pododdział Wojsk Lotniczych.

## Formowanie i zmiany organizacyjne
W 2006 roku sformowano 14 Eskadrę Lotnictwa Transportowego
Z dniem 1 lipca 2010 roku 14 Eskadra Lotnictwa Transportowego została włączona w skład 33 Bazy Lotnictwa Transportowego w Powidzu.

## Dowódca eskadry
- ppłk pil. Mieczysław Gaudyn